# ヘルムート・シュミット大学ハンブルク
座標: 北緯53度34分10秒 東経10度06分38秒 / 北緯53.56951071226074度 東経10.110619068145752度ヘルムート・シュミット大学／ドイツ連邦軍大学ハンブルク（ヘルムート・シュミットだいがく／ドイツれんぽうぐんだいがくハンブルク、ドイツ語: Helmut-Schmidt-Universität/Universität der Bundeswehr Hamburg、略称: HSU/UniBw H）は、ドイツの軍学校、大学。連邦軍大学。1973年に開校。所在地はハンブルク・ヴァンツベーク・イェンフェルト。

## 概要
ドイツ連邦軍向けの士官候補生の養成を目的とする公共大学で、学校生活には軍事面がある。学内での寮における集団生活は当然ながら、3年の教育期間で毎年一定の軍人に求められる標準的続きを済ませなければならず、30km徒歩行軍、ドイツ・スポーツ・バッジ、体力検定、核生物化学兵器防護訓練、応急処置訓練、小火器訓練が含まれる。これ以外にも政治教育、MOUTなどの訓練課程、宣誓式などの軍式典への参加がある。

## 歴史
1970年6月11日にヘルムート・シュミット連邦国防大臣は連邦軍教育訓練再編成について、トーマス・エルヴァイン指導下での検討委員会の設置を発表する。1971年5月17日に委員会はシュミット連邦国防大臣に意見書を提出する。そこでは、少なくとも12年間の勤務義務期間を有する士官候補生を3年間の大学教育で育成しなければならないことが明示されていた。
1972年6月29日に連邦内閣は連邦軍大学の設置について了承する。1972年10月3日に連邦政府と自由ハンザ都市ハンブルクとの間で連邦軍兵士の教育機関設置のための契約が結ばれる。1972年10月16日と1973年1月2日に連邦軍大学創設委員会がハンブルクとミュンヘンにて発足する。1973年2月14日と4月4日に連邦国防委員会は両大学の建設に同意する。1973年7月5日と11日にはゲオルク・レーバー連邦国防大臣はミュンヘンとハンブルクの大学設置命令を発している。
1973年10月1日に両大学は教育研究を開始する。1976年9月30日に初の卒業生を送り出す。

### 名称変更
2003年12月、ハンブルク連邦軍大学は再命名され「ヘルムート・シュミット大学／ハンブルク連邦軍大学」となる。これは大学設立法案の可決に尽力したヘルムート・シュミットに敬意を表するためで、シュミットは式典に出席し名誉学位を授与された。

## 組織

### 学生教育部門（Studierendenbereich）
- A（Studierendenfachbereich A） - 機械工学・電気工学・工業経営学
- B（Studierendenfachbereich B） - 史学・教育学・心理学
- C（Studierendenfachbereich C） - 政治学・経済学・経営学

### 研究部門（Akademischer Bereich）
- 電気工学部（Fakultät für Elektrotechnik）
- 機械工学部（Fakultät für Maschinenbau）
- 人文社会科学部（Fakultät für Geistes- und Sozialwissenschaften）
- 経済学・社会科学部（Fakultät für Wirtschafts- und Sozialwissenschaften）

## 研究
本大学の重点研究の一つに自動車技術がある。これらの研究プロジェクトに関連する教授職には以下のような、
- 音響学
- 駆動
- CAE方法論
- 走行台、車体および車輪、足回り
- 生産技術とシミュレーション

以上の分野を含んでいる。このような分野を扱っているため、例えば産業界との連携研究ではトラック用ハイブリッド駆動システムを開発している。
電機工学部では、通信分野に関わる研究が行われ以下のようなものが含まれる。
- 音響符号化
- 無線伝送システム
- 映像検知システム

教育分野では歴史や成人教育、ビジネス教育学および実業に重点を置いている。欧州資格枠組み (EQF) に基づいて全国一律ドイツ資格枠組みの導入により、先行的研究のための専門的教育や科学的支援はドイツ連邦教育研究省を通じて実行されている。組織科学分野では政治学と同様に経済学、物流、一般業務に重点を置く。

## 歴代学長
| 氏名                                                                   | 期間            | 備考 |
| ---------------------------------------------------------------------- | --------------- | ---- |
| トーマス・エルヴァイン de:Thomas Ellwein                               | 1974年 - 1976年 |      |
| H・G・ヴェッセルリンク H. G. Wäßerling                                 | 1976年 - 1977年 |      |
| ホルスト・ゼンマン de:Horst Sanmann                                    | 1977年 - 1984年 |      |
| ホルスト・ホムート Horst Homuth                                        | 1984年 - 1991年 |      |
| ゲルハルト・シュトルンク Gerhard Strunk                                | 1991年 - 1998年 |      |
| ハンス＝ゲオルク・シュルツ＝ゲルシュタイン Hans-Georg Schultz-Gerstein | 1998年 - 2004年 |      |
| ハンス・クリストフ・ツァイドラー Hans Christoph Zeidler                | 2004年 - 2010年 |      |
| ヴィルフリート・ザイデル Wilfried Seidel                               | 2010年 -        |      |